# Park Seo-joon
Park Seo-joon (박서준?, 朴敘俊?, Bak Seo-junLR, Pak SŏchunMR), pseudonimo di Park Yong-kyu (Seul, 16 dicembre 1988), è un attore e cantante sudcoreano.

## Biografia
Park è nato a Seul ed è il maggiore di tre fratelli. Ha iniziato il servizio militare obbligatorio nel 2008, quando aveva 19 anni, ed è stato congedato nel 2010.
Laureato in teatro al Seoul Institute of the Arts, ha debuttato nel 2011 nel videoclip del brano I Remember di Bang Yong-guk. Oltre ad aver recitato nei drama coreani Dream High 2 (2012), Geum na-wara, ttukttak! (2013) e Manyeo-ui yeon-ae (2014), è stato anche presentatore di Music Bank dall'ottobre 2013 all'aprile 2015.
Nel 2014 ha presentato insieme a Lee Hwi-jae e Park Shin-hye gli SBS Drama Award.

## Moda
Park Seo-joon è il primo modello asiatico a diventare il volto di Tommy Hilfiger. Nel 2020 è diventato il volto della campagna pubblicitaria di Chanel.

## Filmografia

### Cinema
- Perfect Game (퍼펙트 게임), regia di Park Hee-gon (2011)[12]
- Ag-ui yeondaegi (악의 연대기) (2015)[13]
- Beauty Inside (뷰티 인사이드), regia di Baek Jong-yeol (2015)[14]
- Cheongnyeon gyeongchal (청년경찰) (2017)[15]
- Jigeum mannareo gamnida (지금 만나러 갑니다) (2018)[16]
- The Divine Fury (사자), regia di Kim Joo-hwan (2019)[17]
- Parasite (Gisaengchung), regia di Bong Joon-ho (2019)[18]
- Dream (드림), regia di Lee Byeong-hun (2023)
- The Marvels, regia di Nia DaCosta (2023)

### Televisione
- Dream High 2 (드림하이 2) – serie TV (2012)
- Family (패밀리) – serie TV (2012)
- Geum na-wara, ttukttak! (금 나와라, 뚝딱!) – serie TV (2013)
- Jamjaneun supsog-ui manyeo (잠자는 숲속의 마녀) – serie TV (2013)
- Ttatteushan mal hanmadi (따뜻한 말 한마디) – serie TV (2013)
- Manyeo-ui yeon-ae (마녀의 연애) – serie TV (2014)
- Mama - Sesang museoul ge eobnneun (마마 - 세상 무서울 게 없는) – serie TV (2014)
- Kill Me, Heal Me (킬미, 힐미) – serie TV (2015)
- Geunyeoneun yeppeotda (그녀는 예뻤다) – serie TV (2015)
- Hwarang (화랑) – serie TV (2016)
- Ssam, my way (쌈, 마이웨이) – serie TV (2017)
- Kimbiseoga wae geureolkka (김비서 왜 그럴까) – serie TV (2018)
- Itaewon Class (이태원 클라쓰) – serie TV (2020)
- Record of Youth – serie TV (2020)
- La creatura di Gyeongseong – serie TV (2023)

## Videografia
- 2011 – "I Remember" di Bang Yong-guk feat. Yoseob
- 2014 – "One Two Three Four" di The One
- 2017 – "Dream All Day" di Kim Ji-soo

## Discografia
- 2012 – New Dreaming (Dream High 2 OST, feat. JB)
- 2014 – Come into My Heart(Manyeo-ui yeon-ae OST)
- 2015 – Letting You Go (Kill Me, Heal Me OST)
- 2015 – Long Way (She Was Pretty OST)
- 2017 – Our Tears (Hwarang: The Poet Warrior Youth OST)
- 2018 – You In My Arms (Kimbiseoga wae geureolkka)

## Doppiatori italiani
Nelle versioni in italiano delle opere in cui ha recitato, Park Seo-joon è stato doppiato da:
- Alessandro Germano in The Divine Fury
- Stefano Sperduti in Parasite
- Marco Manca in The Marvels
- Andrea Oldani in La creatura di Gyeongseong

## Riconoscimenti
| Anno | Premio                                                  | Categoria                                         | Ricevente                                         | Risultato       |
| ---- | ------------------------------------------------------- | ------------------------------------------------- | ------------------------------------------------- | --------------- |
| 2013 | Korea Drama Awards                                      | Miglior nuovo attore                              | Geum na-wara, ttukttak!                           | Vincitore/trice |
| 2013 | APAN Star Awards                                        | Miglior nuovo attore                              | Geum na-wara, ttukttak!                           | Candidato/a     |
| 2013 | MBC Drama Awards                                        | Miglior nuovo attore                              | Geum na-wara, ttukttak!                           | Candidato/a     |
| 2014 | Baeksang Arts Awards                                    | Miglior nuovo attore (TV)                         | Ttatteushan mal hanmadi                           | Candidato/a     |
| 2014 | Herald Donga Lifestyle Awards                           | Miglior stile dell'anno                           |                                                   | Vincitore/trice |
| 2014 | SBS Drama Awards                                        | Nuova stella                                      | Ttatteushan mal hanmadi                           | Vincitore/trice |
| 2015 | 52° Grand Bell Awards                                   | Miglior nuovo attore                              | The Chronicles of Evil                            | Candidato/a     |
| 2015 | 36° Blue Dragon Film Awards                             | Miglior nuovo attore                              | The Chronicles of Evil                            | Candidato/a     |
| 2015 | 36° Blue Dragon Film Awards                             | Popular Star Award                                | The Chronicles of Evil                            | Vincitore/trice |
| 2015 | 1° Fashionista Awards                                   | Best Fashion in TV                                | She Was Pretty                                    | Vincitore/trice |
| 2015 | 4° APAN Star Awards                                     | Excellence Award, Attore in una miniserie         | Kill Me, Heal Me, She Was Pretty                  | Candidato/a     |
| 2015 | MBC Drama Awards                                        | Excellence Award, Attore in una miniserie         | Kill Me, Heal Me, She Was Pretty                  | Vincitore/trice |
| 2015 | MBC Drama Awards                                        | Popularity Award, Attore                          | Kill Me, Heal Me, She Was Pretty                  | Vincitore/trice |
| 2015 | MBC Drama Awards                                        | Miglior Coppiacon Ji Sung                         | Kill Me, Heal Me                                  | Vincitore/trice |
| 2015 | MBC Drama Awards                                        | Miglior coppia con Hwang Jung-eum                 | She Was Pretty                                    | Candidato/a     |
| 2015 | MBC Drama Awards                                        | Top 10 Stars Award                                | Kill Me, Heal Me, She Was Pretty                  | Vincitore/trice |
| 2016 | InStyle Star Icon                                       | Miglior attore (Drama)                            | Kill Me, Heal Me, She Was Pretty                  | Candidato/a     |
| 2016 | 11° Max Movie Awards                                    | Miglior nuovo attore                              | The Chronicles of Evil                            | Candidato/a     |
| 2016 | 21° Chunsa Film Art Awards                              | Miglior nuovo attore                              | The Chronicles of Evil                            | Candidato/a     |
| 2016 | 52° Baeksang Arts Awards                                | Miglior nuovo attore (Film)                       | The Chronicles of Evil                            | Candidato/a     |
| 2016 | 1° tvN10 Awards                                         | Romantic-Comedy King                              | A Witch's Love                                    | Candidato/a     |
| 2017 | 26° Buil Film Awards                                    | Miglior nuovo attore                              | Midnight Runners                                  | Candidato/a     |
| 2017 | 54° Grand Bell Awards                                   | Miglior nuovo attore                              | Midnight Runners                                  | Vincitore/trice |
| 2017 | 37° Korean Association of Film Critics Awards           | Miglior nuovo attore                              | Midnight Runners                                  | Vincitore/trice |
| 2017 | 1° The Seoul Awards                                     | Miglior nuovo attore (Film)                       | Midnight Runners                                  | Candidato/a     |
| 2017 | 2° Asia Artist Awards                                   | Fabulous Award                                    | Fight for My Way                                  | Vincitore/trice |
| 2017 | 2° Asia Artist Awards                                   | Best Star Award                                   | Fight for My Way                                  | Vincitore/trice |
| 2017 | 6° Korea Film Actors Association Awards                 | Popular Star Award                                | Midnight Runners                                  | Vincitore/trice |
| 2017 | KBS Drama Awards                                        | Top Excellence Award, Attore                      | Fight for My Way, Hwarang: The Poet Warrior Youth | Candidato/a     |
| 2017 | KBS Drama Awards                                        | Excellence Award, Attore in una drama medio-lungo | Hwarang: The Poet Warrior Youth                   | Candidato/a     |
| 2017 | KBS Drama Awards                                        | Excellence Award, Attore in una miniserie         | Fight for My Way                                  | Vincitore/trice |
| 2017 | KBS Drama Awards                                        | Netizen Award, Attore                             | Fight for My Way                                  | Vincitore/trice |
| 2017 | KBS Drama Awards                                        | Miglior coppia con Jim Ji-won                     | Fight for My Way                                  | Vincitore/trice |
| 2018 | 54° Baeksang Arts Awards                                | Miglior attore (TV)                               | Fight for My Way                                  | Candidato/a     |
| 2018 | KBS WORLD Global Fan Awards                             | Miglior coppia con Kim Ji-won                     | Fight for My Way                                  | Vincitore/trice |
| 2018 | 13° Seoul International Drama Awards                    | Attore coreano di spicco                          | Fight for My Way                                  | Vincitore/trice |
| 2018 | 9° Korea Film Reporters Association Film Awards (KOFRA) | Miglior nuovo attore                              | Midnight Runners                                  | Vincitore/trice |
| 2018 | 23rd Chunsa Film Art Awards                             | Miglior nuovo attore                              | Midnight Runners                                  | Candidato/a     |
| 2018 | 11° Korea Drama Awards                                  | Top Excellence Award, Attore                      | What's Wrong with Secretary Kim                   | Candidato/a     |
| 2018 | 6° APAN Star Awards                                     | Top Excellence Award, Attore in una miniserie     | What's Wrong with Secretary Kim                   | Vincitore/trice |
| 2018 | 6° APAN Star Awards                                     | K-Star Award                                      | What's Wrong with Secretary Kim                   | Candidato/a     |
| 2018 | 2018 Cosmo Beauty Awards                                | Annual Shining Beauty Idol                        | ND                                                | Vincitore/trice |
| 2018 | 8th Korea Tourism Awards                                | Special Merit Award                               | ND                                                | Vincitore/trice |
| 2019 | 13° Asian Film Awards                                   | Miglior attore dell'anno                          | What's Wrong with Secretary Kim                   | Candidato/a     |
| 2019 | 14° Annual Soompi Awards                                | Miglior Coppia con Park Min-young                 | What's Wrong with Secretary Kim                   | Candidato/a     |